# Anna Bühler
Anna Bühler (Öhringen, 3 giugno 1997) è una lunghista tedesca.

## Palmarès
| Anno | Manifestazione | Sede       | Evento         | Risultato | Prestazione | Note |
| ---- | -------------- | ---------- | -------------- | --------- | ----------- | ---- |
| 2014 | Mondiali U20   | Eugene     | Salto in lungo | 14ª (q)   | 6,00 m      |      |
| 2015 | Europei U20    | Eskilstuna | Salto in lungo | Argento   | 6,55 m      |      |
| 2016 | Mondiali U20   | Bydgoszcz  | Salto in lungo | 6ª        | 6,21 m      |      |
| 2017 | Europei U23    | Bydgoszcz  | Salto in lungo | Argento   | 6,50 m      |      |
| 2017 | Universiadi    | Taipei     | Salto in lungo | Bronzo    | 6,38 m      |      |